# Panamerikanische Spiele 2011/Leichtathletik – Weitsprung der Männer
Der Weitsprung der Männer bei den Panamerikanischen Spielen 2011 fand am 25. Oktober 2011 im Telmex Athletics Stadium in Guadalajara statt.
Zwölf Athleten aus elf Ländern nahmen an dem Wettbewerb teil. Die Goldmedaille gewann Daniel Pineda mit 7,97 m, Silber ging an David Registe mit 7,89 m und die Bronzemedaille sicherte sich Jeremy Hicks mit 7,83 m.
Am 9. November 2011 wurde der ursprüngliche Sieger Víctor Castillo wegen eines positiven Dopingtests disqualifiziert. In seiner abgegebenen Dopingprobe wurde Methylhexanamin gefunden.

## Rekorde
Vor dem Wettbewerb galten folgende Rekorde:
| Weltrekord        | Mike Powell | 8,95 m | Weltmeisterschaften in Tokio, Japan                         | 30. August 1991 |
| Rekord der Spiele | Carl Lewis  | 8,75 m | Panamerikanische Spiele in Indianapolis, Vereinigte Staaten | 16. August 1987 |

## Ergebnis
25. Oktober 2011, 17:05 Uhr
| Platz | Athlet           | Land                         | 1. Versuch | 2. Versuch | 3. Versuch | 4. Versuch                               | 5. Versuch                               | 6. Versuch                               | Weite (m) |
| ----- | ---------------- | ---------------------------- | ---------- | ---------- | ---------- | ---------------------------------------- | ---------------------------------------- | ---------------------------------------- | --------- |
|       | Daniel Pineda    | Chile                        | 7,59       | x          | x          | 7,97                                     | x                                        | 7,49                                     | 7,97      |
|       | David Registe    | Dominica                     | 7,27       | 7,89       | 7,70       | 7,75                                     | 7,52                                     | 7,68                                     | 7,89      |
|       | Jeremy Hicks     | Vereinigte Staaten           | 7,55       | 7,83       | 7,59       | 7,44                                     | 7,79                                     | 7,66                                     | 7,83      |
| 4     | Jorge McFarlane  | Peru                         | 7,56       | x          | x          | 7,78                                     | x                                        | 7,70                                     | 7,78      |
| 5     | Emiliano Lasa    | Uruguay                      | 7,73       | 7,58       | 7,49       | 7,40                                     | 7,43                                     | 7,47                                     | 7,73      |
| 6     | Randall Flimmons | Vereinigte Staaten           | 7,71       | x          | x          | x                                        | 7,68                                     | 7,58                                     | 7,71      |
| 7     | Rudon Bastian    | Bahamas                      | 7,62       | 7,32       | 7,49       | x                                        | 7,28                                     | 7,21                                     | 7,62      |
| 8     | Collister Fahie  | Amerikanische Jungferninseln | x          | x          | 7,46       | nicht im Finale der besten acht Athleten | nicht im Finale der besten acht Athleten | nicht im Finale der besten acht Athleten | 7,46      |
| 9     | Carl Morgan      | Cayman Islands               | x          | 7,38       | 6,97       | nicht im Finale der besten acht Athleten | nicht im Finale der besten acht Athleten | nicht im Finale der besten acht Athleten | 7,38      |
| 10    | Hugo Chila       | Ecuador                      | 7,33       | 7,14       | x          | nicht im Finale der besten acht Athleten | nicht im Finale der besten acht Athleten | nicht im Finale der besten acht Athleten | 7,33      |
| 11    | Marcos Amalbert  | Puerto Rico                  | x          | 7,31       | x          | nicht im Finale der besten acht Athleten | nicht im Finale der besten acht Athleten | nicht im Finale der besten acht Athleten | 7,31      |
|       | Víctor Castillo  | Venezuela                    | 8,05       | x          | x          | 7,74                                     | x                                        | –                                        | DSQ       |

Zeichenerklärung:
– = Versuch ausgelassen, x = Fehlversuch